# Thapunngaka
Thapunngaka – rodzaj dużego pterozaura z grupy Anhangueridae, żyjącego w pod koniec wczesnej kredy na obszarze dzisiejszej Australii.
Rodzaj Thapunngaka żył ok. 110 mln lat temu na terenie współczesnej Australii i jest największym znanym rodzajem pterozaurów tym kontynencie. Gatunkiem typowym jest T. shawi, którego holotypem jest fragment żuchwy znalezionej w północno-zachodnim Queensland. Na podstawie zachowanych skamieniałości oszacowano, że osobniki z tego rodzaju miały czaszki o długości ponad 1 m, wyposażone w ok. 40 zębów, i osiągały ok. 7 m rozpiętości skrzydeł.
Nazwa rodzajowa Thapunngaka pochodzi z języka rdzennych mieszkańców regionu, w którym odnaleziono holotyp i oznacza usta pełne włóczni, zaś nazwa gatunkowa shawi, honoruje poszukiwacza amatora Lena Shawa, który natknął się na szczątki. 